# Kaluga
Pronunciação
Kaluga (russo:  Калуга; IPA: [kɐˈluɡə]) é uma cidade na Rússia, centro administrativo do oblast de Kaluga.ref name="Data_2011">«Устав муниципального образования "Город Калуга" (с изменениями на 20 ноября 2013 года), Устав города Калуги от 23 декабря 1997 года №215» (em russo). docs.cntd.ru. Consultado em 28 de dezembro de 2019. Cópia arquivada em 2 de fevereiro de 2020</ref> A cidade é localizada às margens ambas do rio Oka, na linha ferroviária Moscou-Kiev. A população da cidade é cerca de 327 mil habitantes (2009). 
Primeira menção conhecida sobre a cidade é do ano de 1371, da mensagem de grão-duque da Lituânia para patriarca ecumênico de Constantinopla. Em 1892-1935 Konstantin Tsiolkovsky vivia em Kaluga, por isso a cidade recebeu alcunha "berço da exploração espacial". Alexander Tchijevsky colaborava com Tsiolkovsky em Kaluga, Tchijevsky mesmo vivia na cidade durante alguns anos.
Desde 2007 na cidade funciona fábrica de automóveis do Grupo Volkswagen.

## Esporte
A cidade de Kaluga é a sede do Estádio Central e dos clubes FC Turbostroitel Kaluga e FC Lokomotiv Kaluga, que participam do Campeonato Russo de Futebol.

## Ligações externas

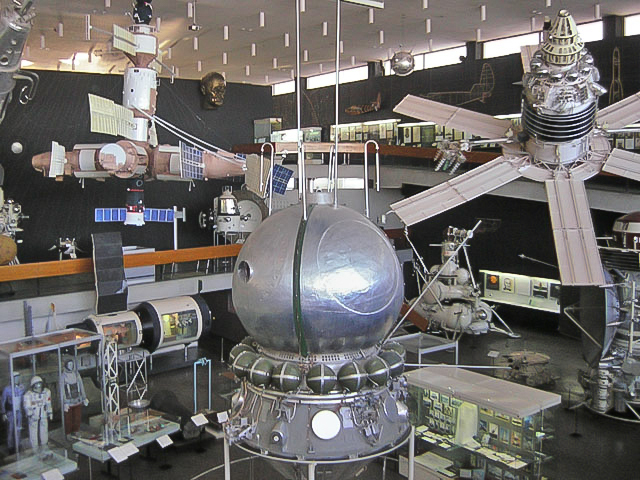
Vista dentro do Museu de história da exploração espacial
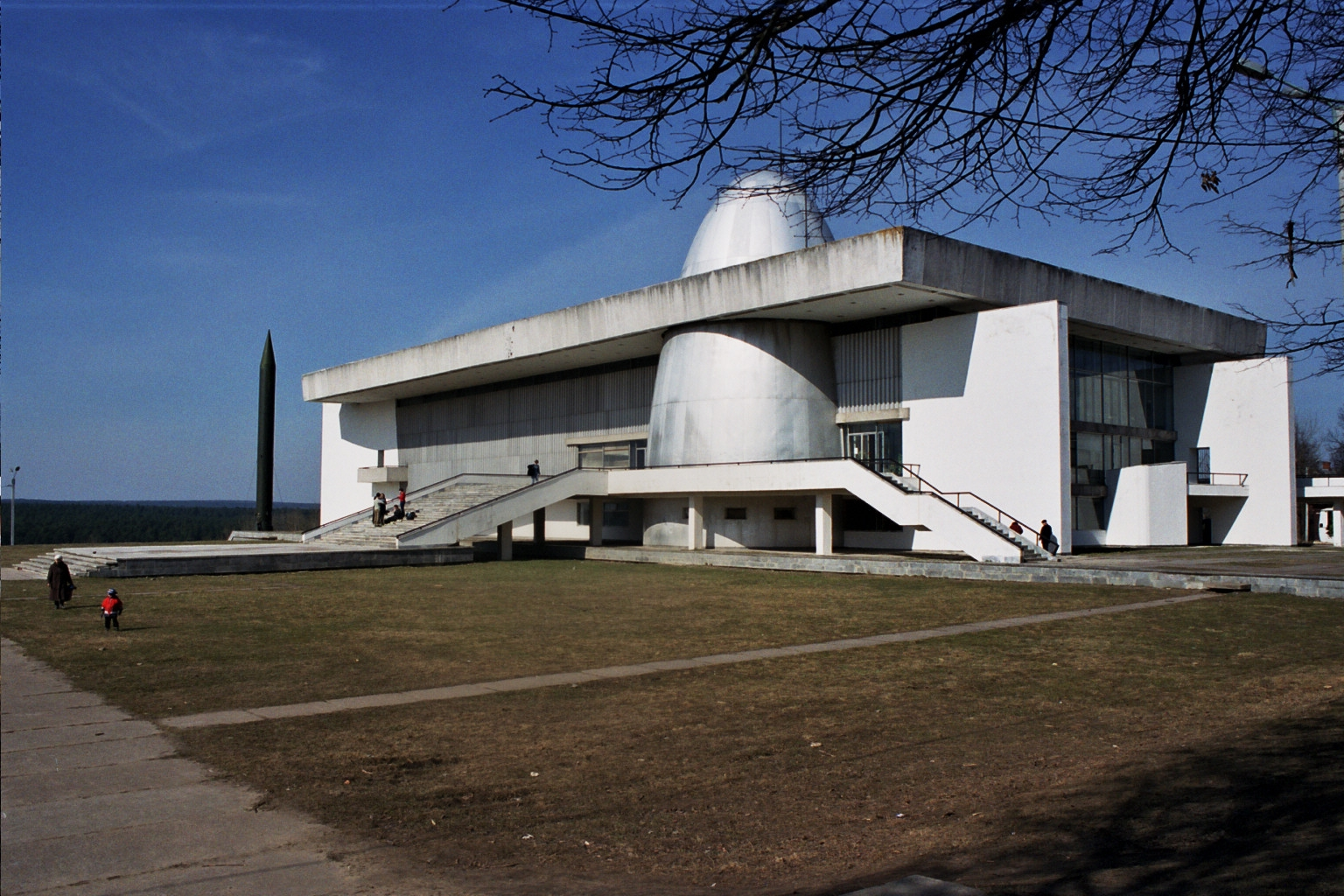
Museu de história da exploração espacial do lado de fora